# Club Capitán Figari
Club Capitán Figari es un equipo de fútbol de Paraguay con sede en la ciudad de Lambaré. El club fue fundado el 1 de marzo de 1931 y juega en la tercera categoría del fútbol paraguayo. Sus partidos de local los disputa en el Estadio Juan B. Ruíz Díaz, que tiene una capacidad de aproximadamente 5500 personas y está ubicado en la Avenida Cacique Lambaré y Héroes del 70.
Es una de las dos únicas instituciones de Lambaré que participan en las principales divisiones de la A.P.F. El himno oficial del club fue creado en abril de 1978 por el Músico y poeta iteño Cleto Bordón Villalba.El nombre de la canción es "Capitán Figari F.B.C" .

## Historia
Se fundó el 1° de marzo de 1931 y su primer presidente fue el señor Sinforiano Barrios. Pronto, el club pasó a formar parte de la Liga Lambareña de Fútbol, de la Unión del Fútbol del Interior. En dicha liga permaneció por más de cuatro décadas y obtuvo varios campeonatos.
En 1977 fue admitido en el torneo de la Segunda de Ascenso, en ese entonces tercera y última división de la Liga Paraguaya de Fútbol; de esta manera se convirtió en el primer club que pasó de la Unión del Fútbol del Interior a la Liga Paraguaya de Fútbol, además logró el campeonato ese mismo año de manera invicta. 
En 1978 también en su primera participación en la Segunda División llegó al título de campeón y ascendió a la División de Honor o Primera en 1979; solo duró un año en la máxima categoría, pero su hazaña de doble ascenso en dos años será difícil de igualar.
En el 2000, tras haber participado por muchos años en la Segunda de Ascenso, tercera categoría que se convirtió en la cuarta en 1997 (con la creación de la Intermedia), obtuvo el campeonato que le permitió volver a la Tercera División. 
Volvió a descender en el 2002, pero el subcampeonato alcanzado casi una década después, en el 2011, le valió de nuevo un sitio en la tercera categoría del fútbol paraguayo.
Se mantiene jugando en la Primera División B (Tercera División) desde la temporada 2012 hasta la  temporada 2019; en la cual desciende una fecha antes de la finalización del torneo, por obtener el segundo peor promedio, con lo cual volverá a jugar en la cuarta categoría en el 2020.

## Palmarés
- Segunda División (1): 1978 (invicto)
- Tercera División (1): 1977
- Cuarta División (1): 2000
  - Subcampeón (1): 2011 (ascendió)